# All In (2025)
All In 2025, promovat și sub numele de All In: Texas, a fost un eveniment pay-per-view⁠(d) (PPV) de wrestling profesionist, produs de promoția americană All Elite Wrestling (AEW). A fost a treia ediție anuală All In de AEW și a patra ediție All In în total. Evenimentul a avut loc sâmbătă, 12 iulie 2025, la Globe Life Field⁠(d) din Arlington, Texas, marcând primul eveniment PPV al AEW care a avut loc într-un stadion de baseball american și în statul american Texas, precum și primul All In care a fost transmis în direct pe Amazon Prime Video. Acesta este, de asemenea, primul eveniment de wrestling profesionist care a avut loc la Globe Life Field. Acesta este primul PPV de după-amiază care este organizat local de AEW, deoarece a avut loc la o oră specială de începere la ora 14:00, ora centrală (15:00, ora estică); acest lucru a fost făcut inițial pentru a evita contraprogramarea față de Saturday Night's Main Event XL al WWE, dar WWE a programat ulterior NXT The Great American Bash pentru a se desfășura față în față cu All In.

## Producție

### Background
All In a fost organizat inițial ca eveniment independent de wrestling profesionist pay-per-view (PPV) în septembrie 2018 și a fost produs de membrii The Elite în asociere cu Ring of Honor (ROH), care a păstrat drepturile asupra All In. Evenimentul a inspirat formarea promoției americane All Elite Wrestling (AEW) în ianuarie 2019, iar după ce președintele AEW, Tony Khan, a cumpărat ROH în martie 2022, AEW a reînviat All In ca primul lor eveniment PPV organizat în Regatul Unit, evenimentele din 2023 și 2024 având loc în weekendul sărbătorilor din august din Regatul Unit, pe stadionul Wembley din Londra, Anglia. All In avea să devină cel mai mare eveniment anual al AEW, considerat ulterior unul dintre „cei mari cinci”, alături de Double or Nothing, All Out, Full Gear și Revolution, cele mai mari cinci evenimente anuale ale companiei.
Pe 15 august 2024, a fost anunțat că al treilea All In de AEW și al patrulea în total va avea loc la Globe Life Field din Arlington, Texas, sâmbătă, 12 iulie 2025, marcând primul eveniment PPV al AEW desfășurat pe un stadion de baseball american și în Texas. All In: Texas va fi, de asemenea, primul eveniment PPV al AEW desfășurat în iulie. Ulterior, va fi primul eveniment de wrestling profesionist desfășurat la Globe Life Field. Pe 2 aprilie 2025, s-a anunțat că All In va avea o oră specială de începere la ora 14:00, ora centrală (15:00, ora estică), pentru a preveni o tentativă directă de contraprogramare din partea Saturday Night's Main Event XL al WWE. Cu toate acestea, WWE a programat ulterior The Great American Bash, un eveniment de streaming live pentru brandul lor NXT, împotriva All In.
Biletele pentru All In: Texas au fost puse în vânzare pe 9 decembrie 2024. În plus, AEW a găzduit o petrecere de deschidere gratuită la Texas Live! barul sportiv de lângă Globe Life Field pe 20 noiembrie, care a inclus o întâlnire cu luptători de la AEW și ROH, precum și acces anticipat pentru a cumpăra bilete pentru All In: Texas.

## Poveste
All In: Texas va prezenta meciuri de wrestling profesionist care sunt rezultatul unor conflicte și intrigi preexistente, rezultatele fiind predeterminate de scenariștii AEW. Scenele sunt produse în cadrul programelor de televiziune săptămânale ale AEW, Dynamite și Collision.
Cupa Owen Hart este un turneu anual de wrestling profesionist organizat de AEW în parteneriat cu Fundația Owen Hart în onoarea lui Owen Hart. Acesta constă în două turnee cu eliminare directă, câte unul pentru bărbați și câte unul pentru femei. Câștigătorii primesc un trofeu numit „The Owen”, o centură comemorativă și un meci pentru titlul mondial la All In. Ambele finale ale turneului au avut loc la Double or Nothing pe 25 mai 2025. Cupa Owen Hart feminină a fost câștigată de campioana AEW TBS, Mercedes Moné, care a învins-o pe Jamie Hayter și a câștigat un meci pentru AEW Women's World Championship împotriva campioanei en-titre „Timeless” Toni Storm. Cupa Owen Hart masculină a fost câștigată de „Hangman” Adam Page, care l-a învins pe Will Ospreay și a câștigat un meci pentru AEW World Championship împotriva campionului en-titre Jon Moxley. Pe 2 iulie, la Dynamite 300, s-a confirmat că meciul dintre Moxley și Hangman va fi disputat ca un Texas Deathmatch.
După ce a câștigat Continental Classic 2024 la Worlds End pe 28 decembrie 2024 și a păstrat titlul Continental AEW, Kazuchika Okada s-a confruntat cu rivalul său de lungă durată, Kenny Omega, care fusese accidentat de peste un an din cauza unei lupte legitime cu diverticulita, care (în kayfabe) fusese agravată de un atac din partea The Elite (fosta echipă a lui Omega, căreia Okada se alăturase la acea vreme). Omega a câștigat titlul International AEW la Revolution pe 9 martie 2025. După o apărare cu succes a titlului internațional la Fyter Fest pe 4 iunie, Omega a fost confruntat de Okada. Ulterior, a fost programat un meci Winner Takes All atât pentru titlul International, cât și pentru titlul Continental, între Omega și Okada, la All In.
În episodul din 21 iunie al emisiunii Collision, s-a anunțat că va avea loc un meci Casino Gauntlet la All In; ulterior s-a dezvăluit că va exista atât o versiune masculină, cât și una feminină a meciului, câștigătorii primind un viitor meci pentru titlul mondial. Două meciuri în patru, câte unul pentru bărbați și unul pentru femei, au avut loc în episodul din 25 iunie al emisiunii Dynamite pentru a determina participanții numărul unu pentru fiecare, care au fost câștigate de Mark Briscoe și Kris Statlander. Pe 2 iulie, la Dynamite 300, MJF de la The Hurt Syndicate a câștigat un meci în patru, devenind al doilea participant la Gauntlet-ul masculin.
Pe 6 aprilie, la Dynasty, The Young Bucks (Matthew Jackson și Nicholas Jackson) s-au întors după o pauză din octombrie și au intervenit în main event, ajutându-l pe Jon Moxley să-l învingă pe Swerve Strickland, Moxley păstrându-și titlul mondial. Strickland s-a luptat atât cu Moxley și echipa sa Death Riders, cât și cu The Young Bucks, culminând cu un meci Anarchy in the Arena la Double or Nothing pe 25 mai, pe care echipa lui Strickland l-a câștigat. La Dynamite: Summer Blockbuster, pe 11 iunie, The Young Bucks și-au reînnoit rivalitatea cu Strickland și au încercat să-l lovească cu superkick-uri purtând încălțăminte ce aveau lipite piuneze pe taplă      după meciul lui Strickland cu Will Ospreay, dar Ospreay s-a mutat intenționat în fața lui Strickland și a fost lovit. În episodul din 25 iunie al Dynamite, Ospreay și Strickland i-au provocat pe The Young Bucks la un meci pe echipe la All In, dar The Young Bucks au refuzat. La Dynamite 300, pe 2 iulie, Ospreay și Strickland i-au provocat din nou pe Young Bucks la un meci, de data aceasta cu stipulația suplimentară că, dacă Young Bucks pierd, li se vor deposeda titlurile de vicepreședinți executivi, dar dacă Strickland și Ospreay pierd, niciunul dintre ei nu va putea concura pentru AEW World Championship timp de un an, iar Young Bucks au acceptat.
În aprilie, la Dynasty, Adam Cole l-a învins pe Daniel Garcia și a câștigat AEW TNT Championship. După Double or Nothing în mai, Cole a început un feud cu Kyle Fletcher pentru titlu, Cole învingându-l pe Fletcher prin descalificare în episodul din 28 mai al emisiunii Dynamite. În episodul din 5 iulie (înregistrat pe 2 iulie) al emisiunii Collision 100, Fletcher l-a învins pe Garcia și a devenit candidatul numărul 1 pentru AEW TNT Championship la All In.

## Rezultate
| (c) | – Campionul înaintea meciului |

| P | – Meciul este difuzat în pre-show-ul Zero Hour |